# Населення Ліберії
Населення Ліберії. Чисельність населення країни 2015 року становила 4,195 млн осіб (128-ме місце у світі). Чисельність ліберійців стабільно збільшується, народжуваність 2015 року становила 34,41 ‰ (26-те місце у світі), смертність — 9,69 ‰ (51-ше місце у світі), природний приріст — 2,47 % (24-те місце у світі) . 

## Природний рух

### Відтворення
Народжуваність у Ліберії, станом на 2015 рік, дорівнює 34,41 ‰ (26-те місце у світі). Коефіцієнт потенційної народжуваності 2015 року становив 4,7 дитини на одну жінку (21-ше місце у світі). Рівень застосування контрацепції 20,2 % (станом на 2013 рік). Середній вік матері при народженні першої дитини становив 19 років, медіанний вік для жінок — 20—24 року (оцінка на 2013 рік).
Смертність в Ліберії 2015 року становила 9,69 ‰ (51-ше місце у світі).
Природний приріст населення в країні 2015 року становив 2,47 % (24-те місце у світі).

### Вікова структура

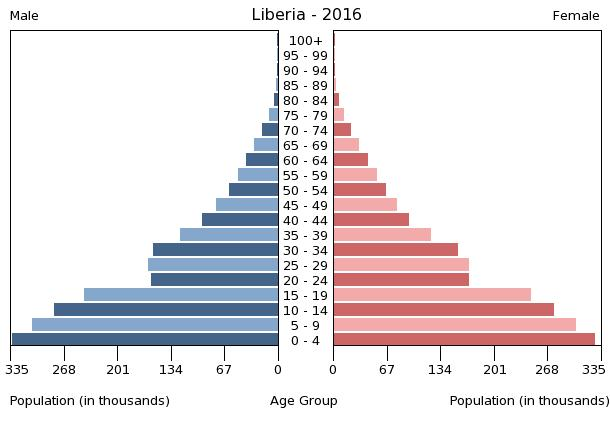
Віково-статева піраміда населення Ліберії, 2016 рік

Середній вік населення Ліберії становить 18,3 року (212-те місце у світі): для чоловіків — 18,1, для жінок — 18,5 року. Очікувана середня тривалість життя 2015 року становила 58,6 року (201-ше місце у світі), для чоловіків — 56,94 року, для жінок — 60,32 року.
Вікова структура населення Ліберії, станом на 2015 рік, мала такий вигляд:
- діти віком до 14 років — 42,75 % (904 495 чоловіків, 889 198 жінок);
- молодь віком 15—24 роки — 18,3 % (376 224 чоловіки, 391 568 жінок);
- дорослі віком 25—54 роки — 31,51 % (658 291 чоловік, 663 954 жінки);
- особи передпохилого віку (55—64 роки) — 4,3 % (87 606 чоловіків, 92 831 жінка);
- особи похилого віку (65 років і старіші) — 3,13 % (64 697 чоловіків, 66 801 жінка)[1].

### Шлюбність— розлучуваність
Середній вік, коли чоловіки беруть перший шлюб, дорівнює 23,4 року, жінки — 18,9 року, загалом — 21,2 року (дані за 2007 рік).

## Розселення
Густота населення країни 2015 року становила 46,8 особи/км² (176-те місце у світі).

### Урбанізація
Ліберія середньоурбанізована країна. Рівень урбанізованості становить 49,7 % населення країни (станом на 2015 рік), темпи зростання частки міського населення — 3,36 % (оцінка тренду за 2010—2015 роки).
Головні міста держави: Монровія (столиця) — 1,264 млн осіб (дані за 2015 рік).

### Міграції
Річний рівень еміграції 2015 року становив 0 ‰ (91-ше місце у світі). Цей показник не враховує різниці між законними і незаконними мігрантами, між біженцями, трудовими мігрантами та іншими.

#### Біженці й вимушені переселенці
Станом на 2015 рік, у країні постійно перебуває 36,04 тис. біженців з Кот-д'Івуару. У той самий час у країні, станом на 2015 рік, налічується до 23 тис. внутрішньо переміщених осіб, внаслідок громадянської війни 1990—2004 років і виборів навесні 2011 року. Більшість з них живуть в нетрях Монровії.
У країні мешкає 1 офіційно зареєстрована особа без громадянства.
Ліберія є членом Міжнародної організації з міграції (IOM).

## Расово-етнічний склад
| Етнічний склад (2015 рік) | Етнічний склад (2015 рік) | Етнічний склад (2015 рік) | Етнічний склад (2015 рік) | Етнічний склад (2015 рік) |
| ------------------------- | ------------------------- | ------------------------- | ------------------------- | ------------------------- |
| Етнос:                    |                           |                           | Відсоток:                 |                           |
| кпелле                    | кпелле                    |                           | 20.3%                     | 20.3%                     |
| басса                     | басса                     |                           | 13.4%                     | 13.4%                     |
| гребо                     | гребо                     |                           | 10%                       | 10%                       |
| гіо                       | гіо                       |                           | 8%                        | 8%                        |
| мано                      | мано                      |                           | 7.9%                      | 7.9%                      |
| кру                       | кру                       |                           | 6%                        | 6%                        |
| лорма                     | лорма                     |                           | 5.1%                      | 5.1%                      |
| кіссі                     | кіссі                     |                           | 4.8%                      | 4.8%                      |
| гола                      | гола                      |                           | 4.4%                      | 4.4%                      |
| інші                      | інші                      |                           | 20.1%                     | 20.1%                     |

Головні етноси країни: кпелле — 20,3 %, басса — 13,4 %, гребо — 10 %, гіо — 8 %, мано — 7,9 %, кру — 6 %, лорма — 5,1 %, кіссі — 4,8 %, гола — 4,4 %, інші — 20,1 % населення (згідно з переписом 2008 року).

## Мови
| Мови Ліберії (2015 рік) | Мови Ліберії (2015 рік) | Мови Ліберії (2015 рік) | Мови Ліберії (2015 рік) | Мови Ліберії (2015 рік) |
| ----------------------- | ----------------------- | ----------------------- | ----------------------- | ----------------------- |
| Мова:                   |                         |                         | Відсоток:               |                         |
| англійська              | англійська              |                         | 20%                     | 20%                     |
| інші                    | інші                    |                         | %                       | %                       |

Офіційна мова: англійська — розмовляє 20 % населення країни. У країні поширено більш як 20 різних мов і діалектів.

## Релігії
| Релігії в Ліберії (2009 рік) | Релігії в Ліберії (2009 рік) | Релігії в Ліберії (2009 рік) | Релігії в Ліберії (2009 рік) | Релігії в Ліберії (2009 рік) |
| ---------------------------- | ---------------------------- | ---------------------------- | ---------------------------- | ---------------------------- |
| Віросповідання:              |                              |                              | Відсоток:                    |                              |
| християни                    | християни                    |                              | 85.6%                        | 85.6%                        |
| мусульмани                   | мусульмани                   |                              | 12.2%                        | 12.2%                        |
| традиційні вірування         | традиційні вірування         |                              | 0.6%                         | 0.6%                         |
| інші                         | інші                         |                              | 0.2%                         | 0.2%                         |
| атеїсти                      | атеїсти                      |                              | 1.4%                         | 1.4%                         |

Головні релігії й вірування, які сповідує, і конфесії та церковні організації, до яких відносить себе населення країни: християнство — 85,6 %, іслам — 12,2 %, Traditional 0,6 %, інші — 0,2 %, не сповідують жодної — 1,4 % (згідно з переписом 2008 року).

## Освіта
Рівень письменності 2015 року становив 47,6 % дорослого населення (віком від 15 років): 62,4 % — серед чоловіків, 32,8 % — серед жінок.
Державні витрати на освіту становлять 2,8 % ВВП країни, станом на 2012 рік (144-те місце у світі).

## Охорона здоров'я
Забезпеченість лікарями в країні на рівні 0,01 лікаря на 1000 мешканців (станом на 2008 рік). Забезпеченість лікарняними ліжками в стаціонарах — 0,8 ліжка на 1000 мешканців (станом на 2010 рік). Загальні витрати на охорону здоров'я 2014 року становили 10 % ВВП країни (3-тє місце у світі).
Смертність немовлят до 1 року, станом на 2015 рік, становила 67,5 ‰ (15-те місце у світі); хлопчиків — 71,71 ‰, дівчаток — 63,16 ‰. Рівень материнської смертності 2015 року становив 725 випадків на 100 тис. народжень (8-ме місце у світі).
Ліберія входить до складу ряду міжнародних організацій: Міжнародного руху (ICRM) і Міжнародної федерації товариств Червоного Хреста і Червоного Півмісяця (IFRCS), Дитячого фонду ООН (UNISEF), Всесвітньої організації охорони здоров'я (WHO).

### Захворювання
Потенційний рівень зараження інфекційними хворобами в країні дуже високий. Найпоширеніші інфекційні захворювання: діарея, гепатит А, черевний тиф, малярія, гарячка денге, жовта гарячка, шистосомози, гарячка Ласса, сказ (станом на 2016 рік).
2014 року було зареєстровано 33,1 тис. хворих на СНІД (66-те місце в світі), це 1,17 % населення в репродуктивному віці 15—49 років (39-те місце у світі). Смертність 2014 року від цієї хвороби становила 2,0 тис. осіб (56-те місце у світі).
Частка дорослого населення з високим індексом маси тіла 2014 року становила 5,8 % (161-ше місце у світі); частка дітей віком до 5 років зі зниженою масою тіла становила 15,3 % (оцінка на 2013 рік). Ця статистика показує як власне стан харчування, так і наявну/гіпотетичну поширеність різних захворювань.

### Санітарія
Доступ до облаштованих джерел питної води 2015 року мало 88,6 % населення в містах і 62,6 % в сільській місцевості; загалом 75,6 % населення країни. Відсоток забезпеченості населення доступом до облаштованого водовідведення (каналізація, септик): в містах — 28 %, в сільській місцевості — 5,9 %, загалом по країні — 16,9 % (станом на 2015 рік). Споживання прісної води, станом на 2005 рік, дорівнює 0,13 км³ на рік, або 43,66 тонни на одного мешканця на рік: з яких 55 % припадає на побутові, 37 % — на промислові, 8 % — на сільськогосподарські потреби.

## Соціально-економічне становище
Співвідношення осіб, що в економічному плані залежать від інших, до осіб працездатного віку (15—64 роки) загалом становить 82,9 % (станом на 2015 рік): частка дітей — 77,4 %; частка осіб похилого віку — 5,5 %, або 18,2 потенційно працездатного на 1 пенсіонера. Загалом ці показники характеризують рівень потреби державної допомоги в секторах освіти, охорони здоров'я і пенсійного забезпечення, відповідно. За межею бідності 2007 року перебувало 63,8 % населення країни. Розподіл доходів домогосподарств у країні має такий вигляд: нижній дециль — 2,4 %, верхній дециль — 30,1 % (станом на 2007 рік).
Станом на 2013 рік, у країні 3,9 млн осіб не має доступу до електромереж; 10 % населення має доступ, в містах цей показник дорівнює 17 %, у сільській місцевості — 3 %. Рівень проникнення інтернет-технологій надзвичайно низький. Станом на липень 2015 року в країні налічувалось 248 тис. унікальних інтернет-користувачів (158-ме місце у світі), що становило 5,9 % загальної кількості населення країни.

### Трудові ресурси
Загальні трудові ресурси 2015 року становили 1,6 млн осіб (129-те місце у світі). Зайнятість економічно активного населення у господарстві країни розподіляється таким чином: аграрне, лісове і рибне господарства — 70 %; промисловість і будівництво — 8 %; сфера послуг — 22 % (станом на 2000 рік). 177,16 тис. дітей у віці від 5 до 14 років (21 % загальної кількості) 2007 року були залучені до дитячої праці. Безробіття 2013 року дорівнювало 85 % працездатного населення (207-ме місце у світі); серед молоді у віці 15—24 років ця частка становила 5,1 %, серед юнаків — 3,4 %, серед дівчат — 6,6 % (126-те місце у світі).

## Кримінал

### Наркотики

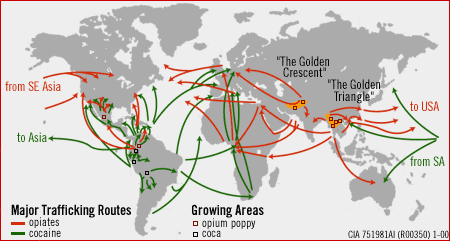
Світові маршрути наркотрафіку

Перевантажний пункт для південно-східноазійського героїну і південноамериканського кокаїну на європейський і американський ринок; відмивання грошей забезпечує фінансами місцеву корупцію, криміналітет, торговців зброєю, людьми й алмазами, але відсутність добре розвинутої фінансової системи обмежує цей потенціал.

### Торгівля людьми
Згідно зі щорічною доповіддю про торгівлю людьми (англ. Trafficking in Persons Report) Управління з моніторингу та боротьби з торгівлею людьми Державного департаменту США, уряд Ліберії докладає значних зусиль у боротьбі з явищем примусової праці, сексуальної експлуатації, незаконною торгівлею внутрішніми органами, але не повною мірою, країна перебуває у списку спостереження другого рівня.

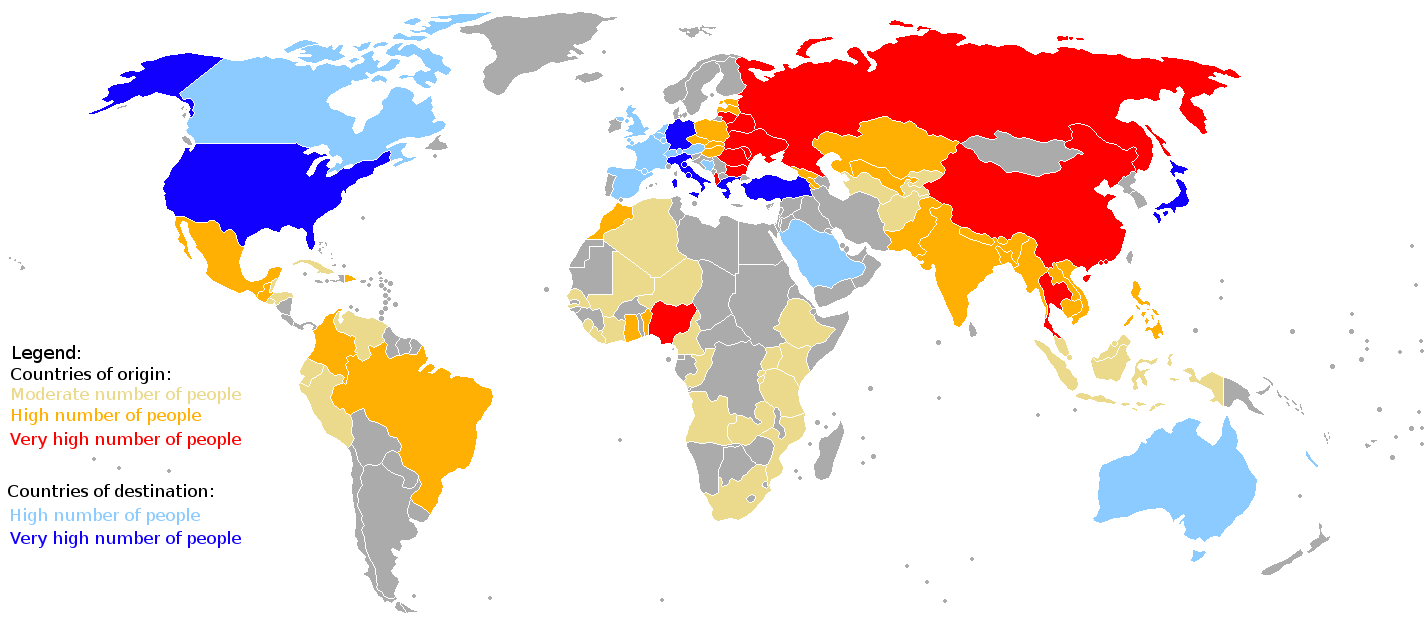
Країни-донори (червоний) і країни-реципієнти кримінальних потоків  (англ.)
Глобальна боротьба з торгівлею людьми (англ.)

## Гендерний стан
Статеве співвідношення (оцінка 2015 року):
- при народженні — 1,03 особи чоловічої статі на 1 особу жіночої;
- у віці до 14 років — 1,02 особи чоловічої статі на 1 особу жіночої;
- у віці 15—24 років — 0,96 особи чоловічої статі на 1 особу жіночої;
- у віці 25—54 років — 0,99 особи чоловічої статі на 1 особу жіночої;
- у віці 55—64 років — 0,94 особи чоловічої статі на 1 особу жіночої;
- у віці за 64 роки — 0,97 особи чоловічої статі на 1 особу жіночої;
- загалом — 0,99 особи чоловічої статі на 1 особу жіночої[1].

## Демографічні дослідження
Демографічні дослідження в країні ведуться рядом державних і наукових установ:

### Українською
- Атлас. 10—11 клас. Економічна і соціальна географія світу / упорядники :  О. Я. Скуратович, Н. І. Чанцева. — К. : ДНВП «Картографія», 2010. — ISBN 978-966-475-639-3.
- Атлас світу / голов. ред. І. С. Руденко ; зав. ред. В. В. Радченко ; відп. ред. О. В. Вакуленко. — К. : ДНВП «Картографія», 2005. — 336 с. — ISBN 9666315467.
- Безуглий В. В. Економічна і соціальна географія зарубіжних країн : Навчальний посібник. — К. : ВЦ «Академія», 2007. — 704 с. — ISBN 978-966-580-239-6.
- Безуглий В. В., Козинець С. В. Регіональна економічна і соціальна географія світу : Навчальний посібник. — видання 2-ге, доп., перероб. — К. : ВЦ «Академія», 2007. — 688 с. — ISBN 966-580-144-9.
- Головченко В. І., Кравчук О. Країнознавство: Азія, Африка, Латинська Америка, Австралія і Океанія. — К., 2006. — 335 с. — ISBN 966-8939-04-2.
- Гудзеляк І. І. Географія населення: Навчальний посібник / І. Гудзеляк. — Л. : Видавничий центр ЛНУ імені Івана Франка, 2008. — 232 с. — ISBN 978-966-613-599-8.
- Дахно І. І. Країни світу: Енциклопедичний довідник / І. І. Дахно, С. М. Тимофієв. — К. : Мапа, 2011. — 606 с. — (Бібліотека нового українця) — ISBN 978-966-8804-23-6.
- Дахно І. І. Економічна географія зарубіжних країн : навчальний посібник. — К. : Центр учбової літератури, 2014. — 319 с. — ISBN 978-611-01-0682-5.
- Джаман В. О. Регіональні системи розселення: демографічні аспекти. — Чернівці : Рута, 2003. — 392 с. — ISBN 9665685988.
- Дорошенко Л. С. Демографія: Навчальний посібник. — К. : МАУП, 2005. — 112 с. — ISBN 966-608-442-2.
- Дубович І. А. Країнознавчий словник-довідник. — 5-те вид., перероб. і доп. — К. : Знання, 2008. — 839 с. — ISBN 978-966-346-330-8.
- Економічна і соціальна географія країн світу. Навчальний посібник / За ред. Кузика С. П. — Л. : Світ, 2002. — 672 с. — ISBN 966-603-178-7.
- Загальна медична географія світу / В. О. Шевченко [та ін.] — К. : [б.в.], 1998. — 178 с.
- Книш М. М., Мамчур О. І. Регіональна економічна і соціальна географія світу (Латинська Америка та Карибські країни, Африка, Азія, Океанія) : навч. посіб. — Л. : ЛНУ ім. Івана Франка, 2013. — 368 с. — ISBN 978-617-10-0007-0.
- Крисаченко В. С. Динаміка населення: Популяційні, етнічні та глобальні виміри. — К. : Видавництво Національного інституту стратегічних досліджень, 2005. — 368 с. — ISBN 966-554-083-1.
- Любіцева О. О., Мезенцев К. В., Павлов С. В. Географія релігій. — К. : АртЕК, 1999. — 504 с. — ISBN 966-505-006-0.
- Масляк П. О. Країнознавство. — К. : Знання, 2007. — 292 с. — (Вища освіта XXI століття)
- Масляк П. О., Дахно І. І. Економічна і соціальна географія світу / П. О. Масляк, І. І. Дахно ; за ред. П. О. Масляка. — К. : Вежа, 2003. — 280 с. — ISBN 966-7091-53-8.

### Російською
- (рос.) Либерия // Демографический энциклопедический словарь / главн. ред. Валентей Д. И. — М. : Советская энциклопедия, 1985. — 608 с.
- (рос.) Либерия // Африка: энциклопедический справочник [в 2-х тт.] / гл. ред. А. Громыко. — М. : Советская энциклопедия, 1987. — Т. 2. — 671 с.
- (рос.) Либерия // Страны и народы. Африка. Западная и Центральная Африка / Редкол. : М. Б. Горнунг, Г. Б. Старушенко (отв. ред.) и др. — М. : «Мысль», 1979. — 301 с. — (Страны и народы) — 180 тис. прим.
- (рос.) Атлас народов мира / Отв. ред. С. И. Брук и В. С. Апенченко. — М. : ГУГК ГГК СССР и Институт этнографии им. Н. Н. Миклухо-Маклая АН СССР, 1964. — 185 с. — 20 тис. прим.
- (рос.) Численность и расселение народов мира. Этнографические очерки / под ред. С. И. Брука. — М. : Издательство АН СССР, 1962. — 487 с.
- (рос.) Лаппо Г. М. География городов: Учебное пособие для географических факультетов вузов. — М. : Туманит, изд. центр ВЛАДОС, 1997. — 476 с. — ISBN 5-691-00047-0.
- (рос.) Ягельский А. География населения. — М. : Прогресс, 1980. — 383 с.